# تل قصرا

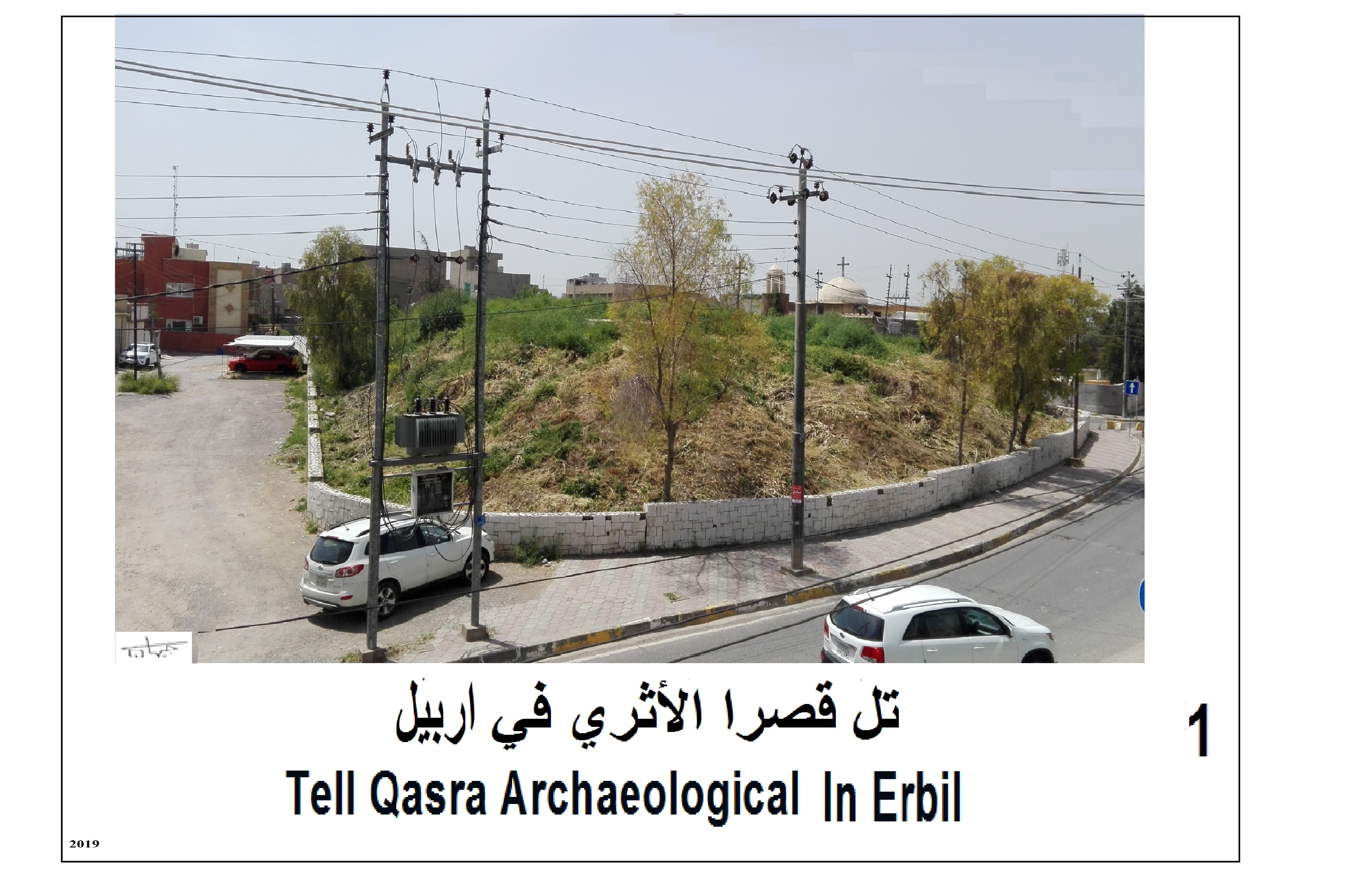

تل قصرا هو تل أثري من التلال الأثرية في أربيل يقع ناحية عنكاوا التابعة لمحافظة أربيل وبجانب كنيسة ماركوركيس، واكتشف كمعلم أثري لأول مرة عام 1945، من قبل مديرية آثار أربيل ويعود تاريخ التل إلى عهد الآشوريين (911-612) ق.م، وله شكل بيضاوي، وقد قامت جامعة صلاح الدين - قسم الآثار خلال الأعوام (2004- 2008) بإجراء عمليات تنقيب وبحث فيه.

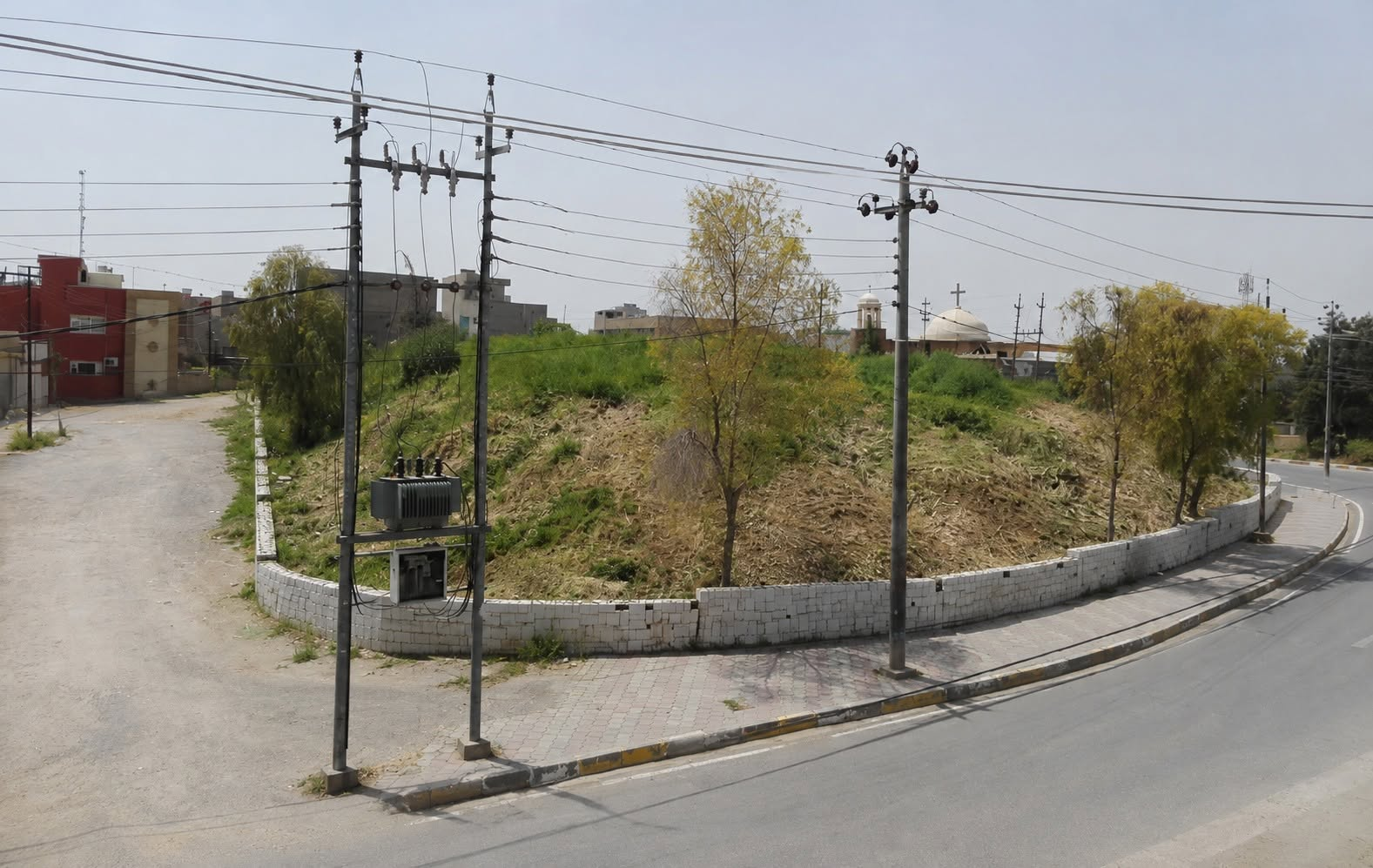
تل قصرا

وقد تبين من خلال نتائج النقيبات ان تل قصرا موقع اثري كبير استوطن فيه الانسان في فترات تأريخية متقطعة ، بدأ من عصر العبيد ، الوركاء، الخوري، الميتاني ، الآشوري ، واهم ما تم الكشف عنه ، اسس لبناء تؤكد انها لقصر كبير.

## وصلات خارجية
وصلة ١
وصلة ٢